# Campestérol
Le campestérol est un phytostérol ayant une structure très proche de celle du cholestérol. De nombreux  légumes, fruits, fruits à coque et graines en contiennent en petite quantité. Par exemple, 100 g des plantes suivantes contiennent de 1 à 7 mg de campestérol : la banane, la grenade, le poivre noir, le café, le pomelo, le concombre, l'oignon, l'avoine, la pomme de terre, la citronnelle.
Il doit son nom à l'espèce de colza Brassica campestris à partir de laquelle il a été isolé pour la première fois. Il posséderait des propriétés anti-inflammatoires.